# Tetraponera
Tetraponera é um gênero de insetos, pertencente a família Formicidae.

## Espécies
- Tetraponera aethiops
- Tetraponera aitkenii
- Tetraponera allaborans
- Tetraponera ambigua
- Tetraponera andrei
- Tetraponera angusta
- Tetraponera angustata
- Tetraponera anthracina
- Tetraponera arrogans
- Tetraponera atra
- Tetraponera attenuata
- Tetraponera bidentata
- Tetraponera bifoveolata
- Tetraponera binghami
- Tetraponera birmana
- Tetraponera braunsi
- Tetraponera brevicornis
- Tetraponera capensis
- Tetraponera carbonaria
- Tetraponera claveaui
- Tetraponera clypeata
- Tetraponera demens
- Tetraponera dentifera
- Tetraponera diana
- Tetraponera difficilis
- Tetraponera dilatata
- Tetraponera emacerata
- Tetraponera emeryi
- Tetraponera encephala
- Tetraponera erythraea
- Tetraponera exasciata
- Tetraponera fictrix
- Tetraponera flexuosa
- Tetraponera fulva
- Tetraponera gerdae
- Tetraponera grandidieri
- Tetraponera humerosa
- Tetraponera hysterica
- Tetraponera klebsi
- Tetraponera lacrimarum
- Tetraponera laeviceps
- Tetraponera latifrons
- Tetraponera ledouxi
- Tetraponera lemoulti
- Tetraponera liengmei
- Tetraponera maffini
- Tetraponera mandibularis
- Tetraponera mayri
- Tetraponera microcarpa
- Tetraponera minuta
- Tetraponera mocquerysi
- Tetraponera modesta
- Tetraponera monardi
- Tetraponera morondaviensis
- Tetraponera nasuta
- Tetraponera natalensis
- Tetraponera nicobarensis
- Tetraponera nigra
- Tetraponera nitens
- Tetraponera nitida
- Tetraponera ocellata
- Tetraponera oligocenica
- Tetraponera ophthalmica
- Tetraponera parops
- Tetraponera penzigi
- Tetraponera perlonga
- Tetraponera petiolata
- Tetraponera phragmotica
- Tetraponera pilosa
- Tetraponera platynota
- Tetraponera plicatidens
- Tetraponera poultoni
- Tetraponera prelli
- Tetraponera punctulata
- Tetraponera rakotonis
- Tetraponera rotula
- Tetraponera rufipes
- Tetraponera rufonigra
- Tetraponera sahlbergii
- Tetraponera schulthessi
- Tetraponera scotti
- Tetraponera siggi
- Tetraponera simplex
- Tetraponera stipitum
- Tetraponera tessmanni
- Tetraponera thagatensis
- Tetraponera triangularis